# Anastasios Sidiropoulos
Anastasios Sidiropoulos (Grego: Αναστάσιος Σιδηρόπουλος; Drama, 9 de agosto de 1979) é um árbitro de futebol grego. Apita partidas do Campeonato Grego e de competições da UEFA.